# Право володіння
Пра́во володі́ння — забезпечена законом можливість мати у себе певну річ, утримувати її у своєму господарському підпорядкуванні (фактично тримати річ, зараховувати на баланс та ін.)
Під правом володіння власністю визнається юридично забезпечена можливість фактичного панування власника над майном, не пов'язана з використанням його властивостей (Лист Вищого спеціалізованого суду України з розгляду цивільних та кримінальних справ "Про практику застосування судами законодавства під час розгляду цивільних справ про захист права власності та інших речових прав" від 28.01.2013 р. N 24-150/0/4-13).
Володіння може надаватися не лише на підставі договірних відносин (найму, комісії, підряду, зберігання тощо), а й адміністративного акта (напр., відповідно до розпорядження органів опіки та піклування), прямої вказівки закону (якщо, напр., йдеться про знахідку, безхазяйне майно, бездоглядну худобу). Захист законного володіння регулюється за аналогією із захистом права власності. Суб'єкт законного володіння має право і на захист від власника. Володіння без будь-яких правових підстав вважається незаконним. Незаконне володіння може бути добросовісним і недобросовісним: перше стається тоді, коли особа, яка володіє майном без правових підстав, не знає і не зобов'язана знати про його незаконність; друге — коли особа знає або зобов'язана знати про незаконність свого володіння.
Від добросовісного володільця, який придбав майно за плату, власник не може зажадати це майно, якщо воно вибуло з володіння власника з його волі чи з волі осіб, яким власник передав майно. Від добросовісного володільця не можуть бути витребувані гроші й цінні папери на пред'явника. Недобросовісний володілець зобов'язаний негайно повернути майно особі, яка має на нього право власності чи ін. законне право, передбачене законом або договором. Закон захищає володіння від третіх осіб, які не є власниками майна, а також від осіб, що не мають права на володіння за ін. підставою. 